# Musa Mutijew
Musa Mutijew (ur. 19??, zm. 8 września 2007 w Groznym) – czeczeński mudżahedin, bojownik o niepodległość, według rosyjskiego wywiadu był „amirem Groznego”
Zginął w samotnej walce z żołnierzami elitarnego batalionu specjalnego „Siewier”, oraz funkcjonariuszami FSB i MSW w stolicy Czeczenii – Groznym. Według informacji podanych przez ministra spraw wewnętrznych Czeczenii, Mutijew był następcą poległego 23 sierpnia tego samego roku amira Rustama Basajewa.  